# 永楽屋丈助
永楽屋 丈助（えいらくや じょうすけ、生没年不詳）とは江戸時代の江戸の地本問屋。

## 来歴
東海堂または東魁堂と号す。幕末に江戸の本石町十軒店金右衛門店、今川橋南本銀町2丁目重右衛門地借において地本問屋を営業している。天保15年（1844年）以降は名古屋の永楽屋東四郎の江戸出店となった。嘉永5年（1852年）2月に家出、同年12月、養子の豊蔵が相続している。渓斎英泉の噺本、歌川広重の絵本類のほか、錦絵作品も出版している。

## 作品
- 渓斎英泉 「おどけ一口ばなし」 噺本 笠亭仙果作 弘化4年（1847年）
- 歌川広重 「東海道名所画帖」 俳諧絵本 双雀庵永壺編 嘉永4年（1851年）